# شارلوتا سيدستروم
شارلوتا سيدستروم (بالسويدية: Christina Charlotta Cederström)‏ (ولدت في مارس 1760 - 22 فبراير 1832) كانت فنانة سويدية معاصرة، مضيفة صالون، وبارونة. كانت عضوًا فخريًا في الأكاديمية الملكية السويدية للفنون، بالإضافة إلى عضو فخري في أكاديمية الفنون الجميلة الفرنسية 

## الحياة
كان والدها الكونت جوستاف مورنر أف مورلاندا. تزوجت في عام 1780 إلى البارون أكسيل توري غيلنكروك، الذي تطلقه في عام 1799. وخلال زواجها الأول، أمضت أيامها في ملكية زوجها في الريف. بالملل، طورت مواهبها الفنية في مختلف الأنواع. كتبت قصائد ورواية في أسلوب روسو. رسمت بالحبر والحبر الهندي ورسمت في الزيت. وكتبت أغاني وألحان موسيقى لهم، أشهرها "Välkommen، o måne، min åldrige vän" (مرحباً يا يا صديقتي القديمة).
بعد زواجها الثاني، إلى بارون برور سيدرستروم (1780-1877) في عام 1800، انتقلت إلى ستوكهولم، حيث أسست صالون وأصبحت شخصية مركزية في الحياة الثقافية للمدينة. شاركت في معارض الأكاديمية مع اللوحات الزيتية. في عام 1803، تم انتخابها عضوا فخريا في كل من الأكاديميات السويدية والفرنسية للفنون.